# Бавария (статуя)
Мюнхен, Мюнхен, как не стыдно!

Что за грубое безвкусье —

Эта баба из металла

Ростом с дюжину слонов!
«Бава́рия» (лат. Bavaria) — бронзовая статуя на Лугу Терезы в Мюнхене, ранее на юго-западной окраине города, олицетворение страны Бавария.
Стоимость статуи, без пьедестала, 233 000 флоринов. Наверху сделана надпись: «Этот колосс, возведённый Людвигом I, королём баварским, спроектирован и смоделирован Л. Ф. Шванталером; отлит из металла в 1844—1850 годах и установлен Фердинандом Миллером».

## История
Статуя изготовлена (отлита) из бронзы и размещена на пьедестале — 9,5 метра, по заказу короля Баварии Людвига I в 1843—1850 годах архитектором Лео фон Кленце, скульптором, профессором Мюнхенской академии изобразительных искусств, Людвигом фон Шванталером и литейщиками Иоганном Баптистом Штигльмайером и его племянником Фердинандом фон Миллером. Высота статуи составляет 18,52 метра, масса — 87,36 тонны. Внутри скульптуры находится винтовая лестница с 66 ступенями, по которой можно добраться до смотровой площадки в голове статуи и оттуда осмотреть окрестности. У подножья статуи проводится ежегодный мюнхенский фестиваль пива — Октоберфест. Статуя Баварии была открыта 7 августа 1850 года.

## Образ
Статуя изготовлена в образе древнегерманской героини. Древняя германка облачена в длинное, в складках одеяние. Полуобнажённую грудь Баварии прикрывает звериная шкура. Волосы героини свободно ниспадают на спину, чело украшено дубовыми листьями. В поднятой левой руке Бавария держит почётный венок из дубовых листьев, в изогнутой к груди правой — меч. Сбоку покоится в сидячем положении пфальцский лев.

## Состав
Статуя отлита из бронзы, взятой из трофейных турецких и норвежских артиллерийских орудий. Всего было израсходовано 87 360 килограмм. Толщина металла в нижних частях статуи — 1,8 сантиметра, в верхних — 1,2 сантиметра.